# Triple Threat
Albums de Annihilator
Suicide Society
(2015)
Triple Threat est le quatrième album live du groupe de metal Annihilator, sorti le 27 janvier 2017. Ce coffret comprend un cd au Bang Your Head Festival en 2016, un cd acoustique Un-Plugged:The Watersound Studios Sessions, et un DVD ou Blu-Ray comprenant le concert au Bang Your Head Festival en 2016, la session acoustique Un-Plugged:The Watersound Studios Sessions et le documentaire Summer Mini-Documentary 2016.

## Liste des titres

### CD 1 - Annihilator Live At The Bang Your Head Festival
Toutes les paroles sont écrites par Jeff Waters, toute la musique est composée par Jeff Waters.
| No  | Titre                                   | Durée |
| --- | --------------------------------------- | ----- |
| 1.  | King Of The Kill (Live)                 | 5:57  |
| 2.  | No Way Out (Live)                       | 5:56  |
| 3.  | Creepin' Again (Live)                   | 5:45  |
| 4.  | Set The World On Fire (Live)            | 4:57  |
| 5.  | W.T.Y.D. (Welcome To Your Death) [Live] | 4:59  |
| 6.  | Never, Neverland (Live)                 | 6:44  |
| 7.  | Bliss (Live)                            | 1:28  |
| 8.  | Second To None (Live)                   | 5:54  |
| 9.  | Refresh The Demon (Live)                | 5:57  |
| 10. | Alison Hell (Live)                      | 6:50  |
| 11. | Phantasmagoria (Live)                   | 5:27  |

### CD 2 - Annihilator Un-Plugged:The Watersound Studios Sessions
| No  | Titre                         | Durée |
| --- | ----------------------------- | ----- |
| 1.  | Sounds Good To Me (Acoustic)  | 5:54  |
| 2.  | Bad Child (Acoustic)          | 4:02  |
| 3.  | Innn ocent Eyes (Acoustic)    | 4:19  |
| 4.  | Snake In The Grass (Acoustic) | 5:53  |
| 5.  | Fantastic Things (Acoustic)   | 5:00  |
| 6.  | Holding On (Acoustic)         | 4:09  |
| 7.  | Stonewall (Acoustic)          | 5:47  |
| 8.  | In The Blood (Acoustic)       | 4:26  |
| 9.  | Crystal Ann (Live)            | 2:06  |
| 10. | Phoenix Risisng (Live)        | 3:55  |

### DVD ou Blu-Ray
| No | Titre                                                  | Durée |
| -- | ------------------------------------------------------ | ----- |
| 1. | Annihilator Live At The Bang Your Head Festival        | 45:00 |
| 2. | Annihilator Un-Plugged:The Watersound Studios Sessions | 62:00 |
| 3. | Summer Mini-Documentary 2016                           | 45:00 |

## Personnel
- Jeff Waters - chants, guitares
- Fabio Allessandrini - batterie
- Rich Hinks - basse
- Aaron Homma - guitare
- Marc Lafrance (Batterie / Invité)
- Pat Robillard (Guitares / Invité)